# Johnny G. Plate
Johnny Gerard Plate (ur. 10 września 1956 w Ruteng) – indonezyjski przedsiębiorca i polityk; od 23 października 2019 r. minister komunikacji i informatyki w gabinecie prezydenta Joko Widodo.